# Monkeys (Chair)
Monkeys (Chair) ist eine Skulptur des US-amerikanischen Künstlers Jeff Koons (Maße: 284,5 × 58,4 × 73,7 cm; Material: polychromiertes Aluminium, Holz, Stroh), die im Jahr 2003 im Rahmen der Serie „Popeye“ entstand. Sie befindet sich heute in der Sammlung Uli Knecht.

## Beschreibung
Die Skulptur ist eine surreal anmutende Kombination von Alltagsgegenständen. Drei Affen in der Optik von aufblasbaren Spielzeugfiguren sind an Händen und Füßen ineinander eingehakt und bilden eine horizontal hängende Kette. Am Fuß des untersten Affen ist ein weißgefasster Landhausstuhl mit Korbsitzfläche befestigt. Die Skulptur verdeutlicht Koons’ Interesse an Kinderspielzeug, das sich in der „Popeye“-Serie besonders in der Verarbeitung von Schwimmhilfen in Tierform niederschlägt. Die Affenkette erinnert darüber hinaus an das Geduldsspiel „Barrel of Monkeys“, dessen Ziel darin besteht, Plastikaffen miteinander in einer möglichst langen Kette zu verhaken. Monkeys (Chair) veranschaulicht Koons’ Bestreben, in seinem Werk Konzeptkunst und Serielle Kunst mit Elementen der Popkultur und des Handwerks zu vermengen.

## Technik
Die Affenfiguren in Monkeys (Chair) sind aus polychromiertem Aluminium gearbeitet. Das Aluminium wurde nach den Abdrücken aufblasbarer Spielzeugaffen geformt. Die Übertragung der Spielzeugfiguren in ein anderes Material verleiht dem Arrangement die nötige Statik, um den Stuhl am unteren Ende tragen zu können.

## Wirkung
Jeff Koons spielt in Monkeys (Chair) mit unterschiedlichen Materialwahrnehmungen. Die Affen scheinen aus Plastik zu sein, jedoch steht diese Materialwahrnehmung im Widerspruch zu den statischen Anforderungen an die Skulptur. Eine Kette aus Aufblasfiguren könnte keinen Stuhl tragen, ohne sich zu lösen. Aufschluss bringt hier nur ein Blick des Betrachters auf das Objektschild. Die schwebende Leichtigkeit der Gummiaffen erfährt so eine Kontrastierung mit der monumentalen Schwere der Materialien Holz und Metall.